# أسوار القسطنطينية

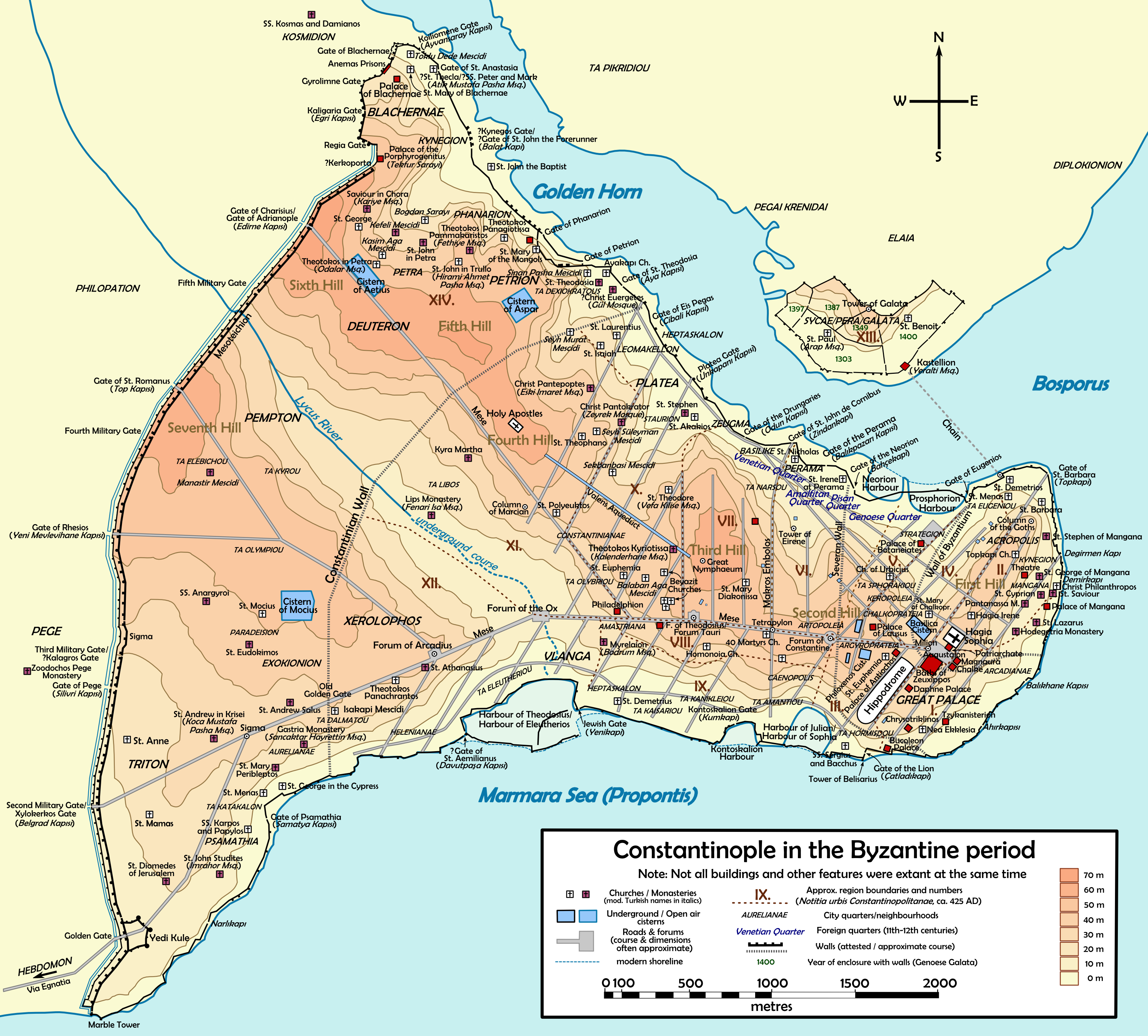
خارطة توضح مدينة القسطنطينية وأسوارها خلال العهد البيزنطي

أسوار القسطنطينية هي سلسلة من الجدران الدفاعية التي أحاطت وحمت مدينة القسطنطينية (إسطنبول حاليًا) منذ أسسها قسطنطين العظيم عاصمة جديدة للإمبراطورية الرومانية. أضيفت لتلك الجدران العديد من التعديلات والتعزيزات على مر التاريخ، وكانت آخر أنظمة التحصينات الكبرى من العهود القديمة. قام السلطان العثماني محمد الفاتح باقتحام تلك الأسوار وفتح القسطنطينية، لتصبح عاصمة الخلافة العثمانية، وتم تحويل اسمها إلى اسلام بول، أو اسطنبول. مازالت أسوار القسطنطينية قائمة حتى الآن في اسطنبول ويمكن مشاهدتها، وهي عبارة عن سورين واحد خلف الآخر، وغاية في الضخامة والارتفاع المهول.

## الجدران الأرضية

### جدران بيزنطة اليونانية والرومانية
أسس مستعمرون يونانيون قادمون من ميغارا، بقيادة بيزاس، مدينة بيزنطة عام 658 قبل الميلاد. كانت المدينة، في ذلك الوقت، تتألف من منطقة صغيرة حول أكروبول يقع على التل الشرقي الأقصى (مقابل الموقع الحديث من قصر فوست). كانت بيزنطة القديمة، وفقًا لباتريا القسطنطينية البيزنطية المتأخرة، محاطة بجدار صغير بدأ على الحافة الشمالية من الأكروبوليس، وامتد غربًا إلى برج أوجينيوس، ثم جنوبًا نحو ستراتيجون وغربًا نحو حمام أخيل، ثم إلى المنطقة المعروفة في العصر البيزنطي باسم تشالكوبراتيا، ثم استدار، في منطقة آيا صوفيا، نحو الشمال الشرقي، عبر المناطق المعروفة باسم توبوي وأركاديانيا، وامتد كذلك إلى البحر في الربع الأخير من مانغانا. حصن هذا الجدار بـ27 برجًا وكان له بوابتان على الأقل، واحدة بقت لتصبح معروفة باسم قوس أوربيسيوس، وواحدة حيث نصب مليون التذكاري في وقت لاحق. كان الجدار من ناحية البحر أقل بكثير. يعتقد الباحث الفرنسي ريمون جانين أنه من المرجح بناء الجدار بعد إعادة بناء المدينة من قبل الجنرال الإسبرطي باوسانياس، الذي غزا المدينة في 479 قبل الميلاد، على الرغم من أن مؤلف كتاب باتريا يؤكد أن هذا الجدار يعود إلى زمن بيزنطة. من المعروف كذلك أن هذا الجدار قد أُعيد بناؤه باستخدام شواهد قبور، تحت قيادة شخص يدعى ليو في عام 340 قبل الميلاد، صد هجوم شنه فيليب الثاني المقدوني.
كانت بيزنطة غير مهمة نسبيًا خلال الفترة الرومانية المبكرة. وصفها المعاصرون بأنها ثرية، مأهولة السكان وجيدة التحصين، ولكن هذا الثراء انتهى بسبب دعمها بيشينيوس نيجر (193-194) في حربه ضد سيبتيموس سيفيروس (193-221). وفقًا لرواية كاسيوس ديو (التاريخ الروماني، صمدت المدينة في وجه قوات سيفيران لمدة ثلاث سنوات حتى عام 196، حتى أن سكانها لجأوا إلى إلقاء التماثيل البرونزية على المحاصرين عندما نفدت مقذوفاتهم الأخرى. عاقب سيفيروس المدينة بقسوة، فهدم الأسوار القوية وحُرمت المدينة من وضعها المدني، وتحولت إلى مجرد قرية تابعة لهيراكليا بيرينتيس. مع ذلك، وتقديرا لأهمية المدينة الاستراتيجية، أعاد سيفيروس في نهاية المطاف بناءها وأعطاها العديد من الآثار، بما في ذلك مضمار سباق وحمامات زيوكسيبوس، فضلًا عن مجموعة جديدة من الجدران، تقع على بعد حوالي 300-400 متر إلى الغرب من القديمة. لا يعرف سوى القليل عن سور سيفيران باستثناء وصف قصير عن مساره من قبل زوسيموس وأن بوابته الرئيسية كانت تقع في نهاية شارع ذي بوابات (الجزء الأول من الميس في وقت لاحق) وقبل وقت قصير من دخول منتدى قسطنطين في وقت لاحق. امتد الجدار من قرب جسر غلطة الحديث في حي إمينو جنوبًا عبر محيط مسجد نوروسمانية لينحني حول الجدار الجنوبي للميدان، ثم يتجه إلى الشمال الشرقي ليقابل الجدران القديمة بالقرب من مضيق البوسفور. كما تذكر باتريا وجود سور آخر أثناء حصار بيزنطة من قبل قسطنطين الكبير (حكم 306-337) خلال صراع الأخير مع ليسينيوس (حكم 308-324)، في 324. يذكر النص أن سورًا أماميًا كان يمتد قرب فيلاديفون، التي تقع في منتصف المدينة القسطنطينية اللاحقة تقريبًا، ما يشير الى توسع المدينة الى ما وراء سور سيفيران في ذلك الوقت.

### أسوار قسطنطين
بدأ قسطنطين، مثل سيفيروس الذي سبقه، بمعاقبة المدينة لانحيازها إلى منافسه المهزوم، لكنه سرعان ما أدرك مزايا موقع بيزنطة. أُعيد بناؤها بالكامل، خلال الفترة 324-336، وافتُتحت في 11 مايو 330 تحت اسم «روما الجديدة» أو «روما الثانية». سيُشار لاحقًا إلى المدينة باسم القسطنطينية، «مدينة قسطنطين»، تخليدًا لاسم مؤسسها قسطنطين. كانت روما الجديدة محمية بسور جديد على بعد نحو 2.8 كيلومتر غرب سور سيفيران. تألفت تحصينات قسطنطين من جدار واحد، معززة بأبراج على مسافات منتظمة، والذي بدأ بناؤه في 324 واكتمل في عهد ابنه قسطنطين الثاني (حكم 337-361). لا تعرف سوى المسار التقريبي للسور: فقد بدأ من كنيسة القديس أنطونيوس في القرن الذهبي، بالقرب من جسر أتاتورك الحديث، إلى الجنوب الغربي ثم جنوبًا، ومر بشرق الصهريجين المكشوفين الكبيرين في موسيوس وأسبار، وانتهى بالقرب من كنيسة ثيوتوكوس في رابدوس على ساحل بروبونتيس، في مكان ما بين بوابتين بحريتين لاحقتين هما سانت أميليانوس وبساماثوس.
توسعت القسطنطينية، بحلول أوائل القرن الخامس، خارج الجدار القسطنطيني في المنطقة الخارجية المعروفة باسم إكسوكيونيون أو إكساكيونيون. بقي السور خلال معظم الفترة البيزنطية، على الرغم من استبداله بأسوار ثيودوسيان كدفاع أساسي للمدينة. يشير ممر غامض إلى الأضرار الواسعة التي لحقت «بالسور الداخلي» للمدينة من زلزال وقع في 25 سبتمبر 478، والذي يشير على الأرجح إلى سور قسطنطين. أثناء إجراء الإصلاحات، ولمنع غزو أتلا، وفرت فرق سباق العجلات الحربية، الزرق والخضر، 16,000 رجل فيما بينها للقيام بأعمال البناء.
أعلن تيوفان المعرف تجدد الضرر الذي لحق بالجدار جراء زلزال سنة 557. بقت أجزاء كبيرة منه سليمة نسبيًا حتى القرن التاسع: يذكر المؤرخ كدرنوس الذي يعود الى القرن الحادي عشر أن «سور إكسوكيونيون» الذي يُرجح أنه جزء من سور قسطنطين انهار في زلزال وقع سنة 867. يبدو أن آثار الجدار فقط هي التي نجت في العصور اللاحقة، رغم أن فان ميلينغن يقول إن بعض الأجزاء نجت في منطقة رخام ساكاب الألف حتى أوائل القرن التاسع عشر. أسفر تشييد مركز ينيكاب لنقل الماس مؤخرًا عن ظهور جزء من أسس جدار قسطنطين.

## معرض صور

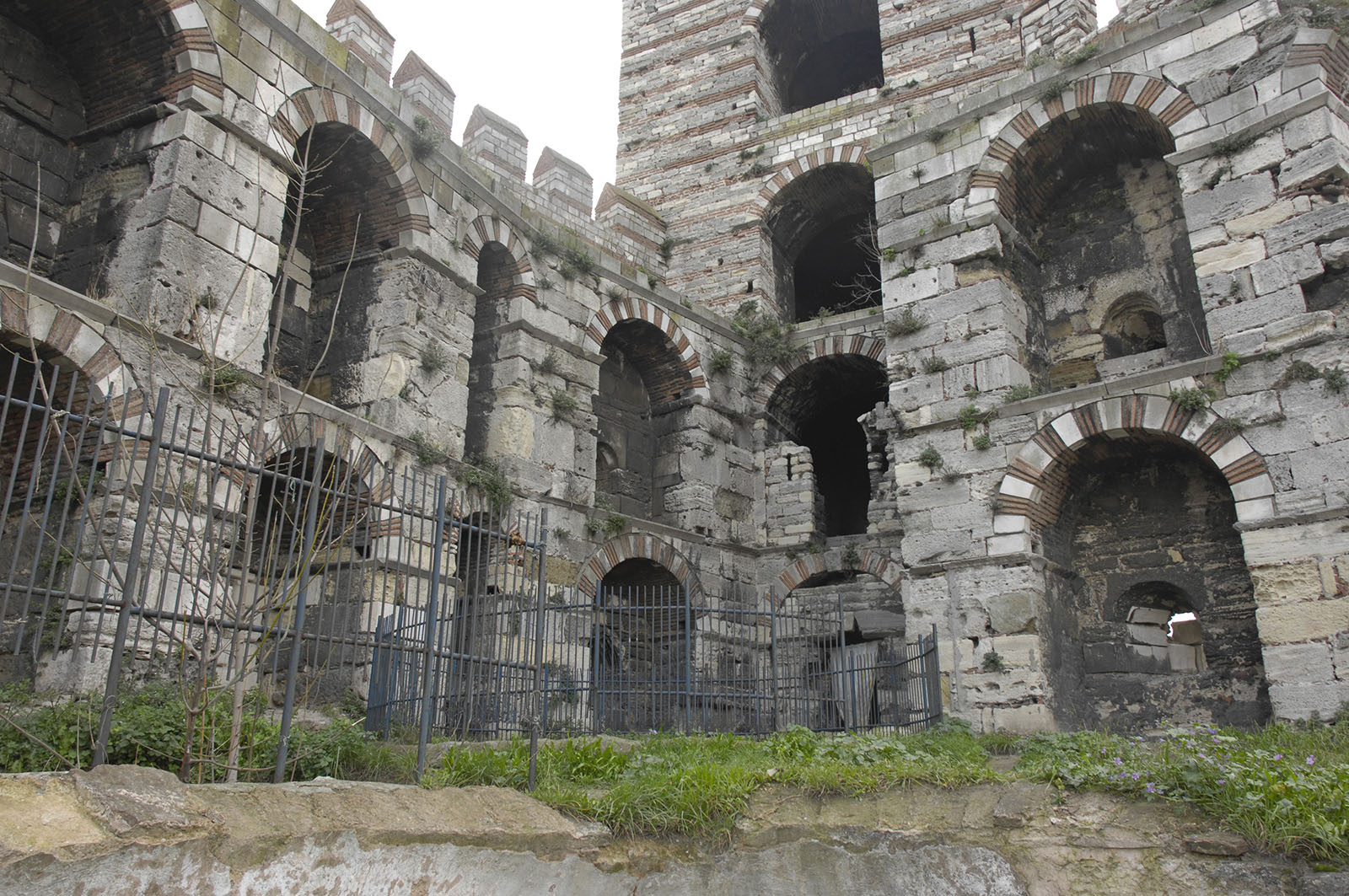
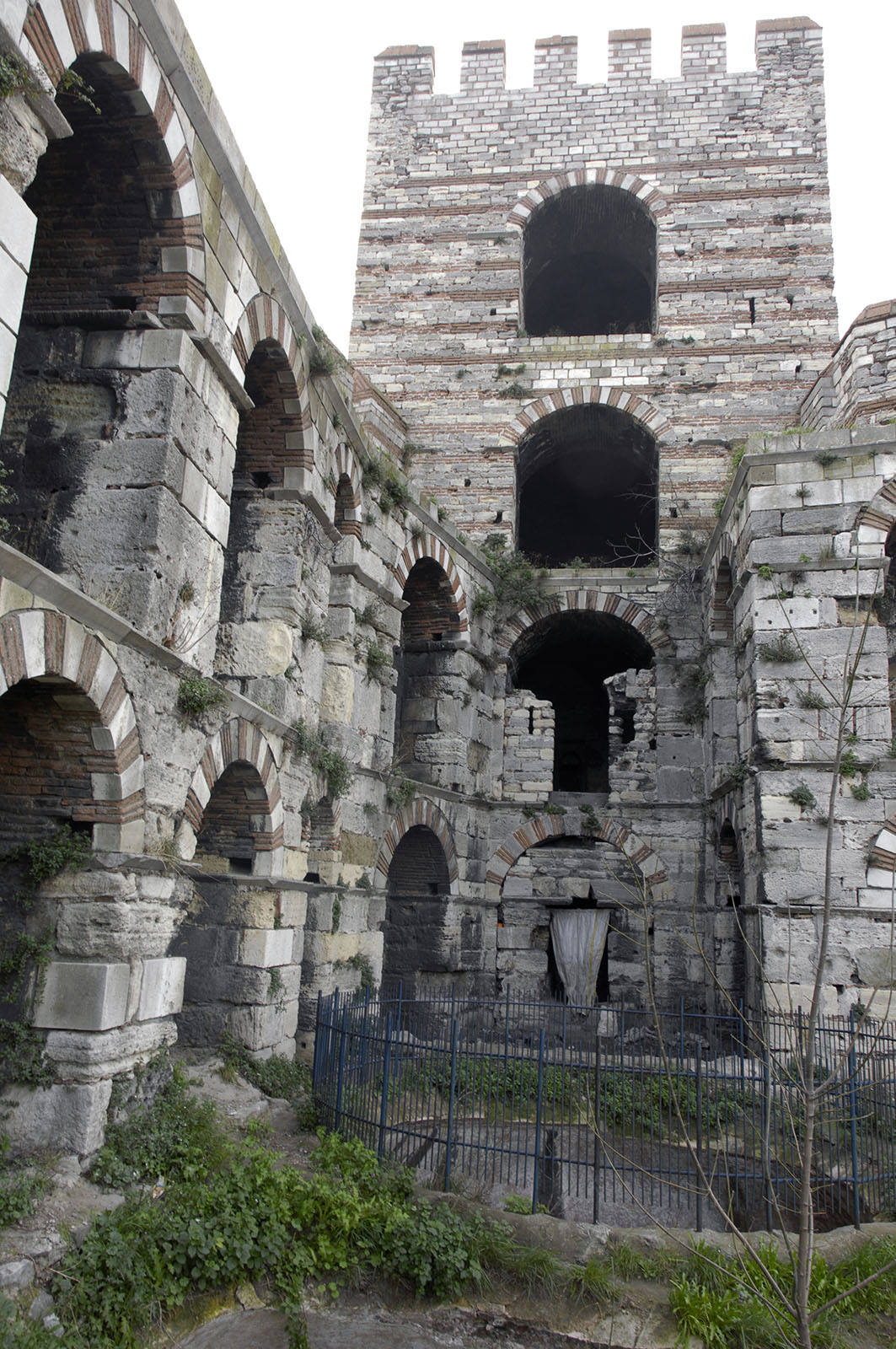
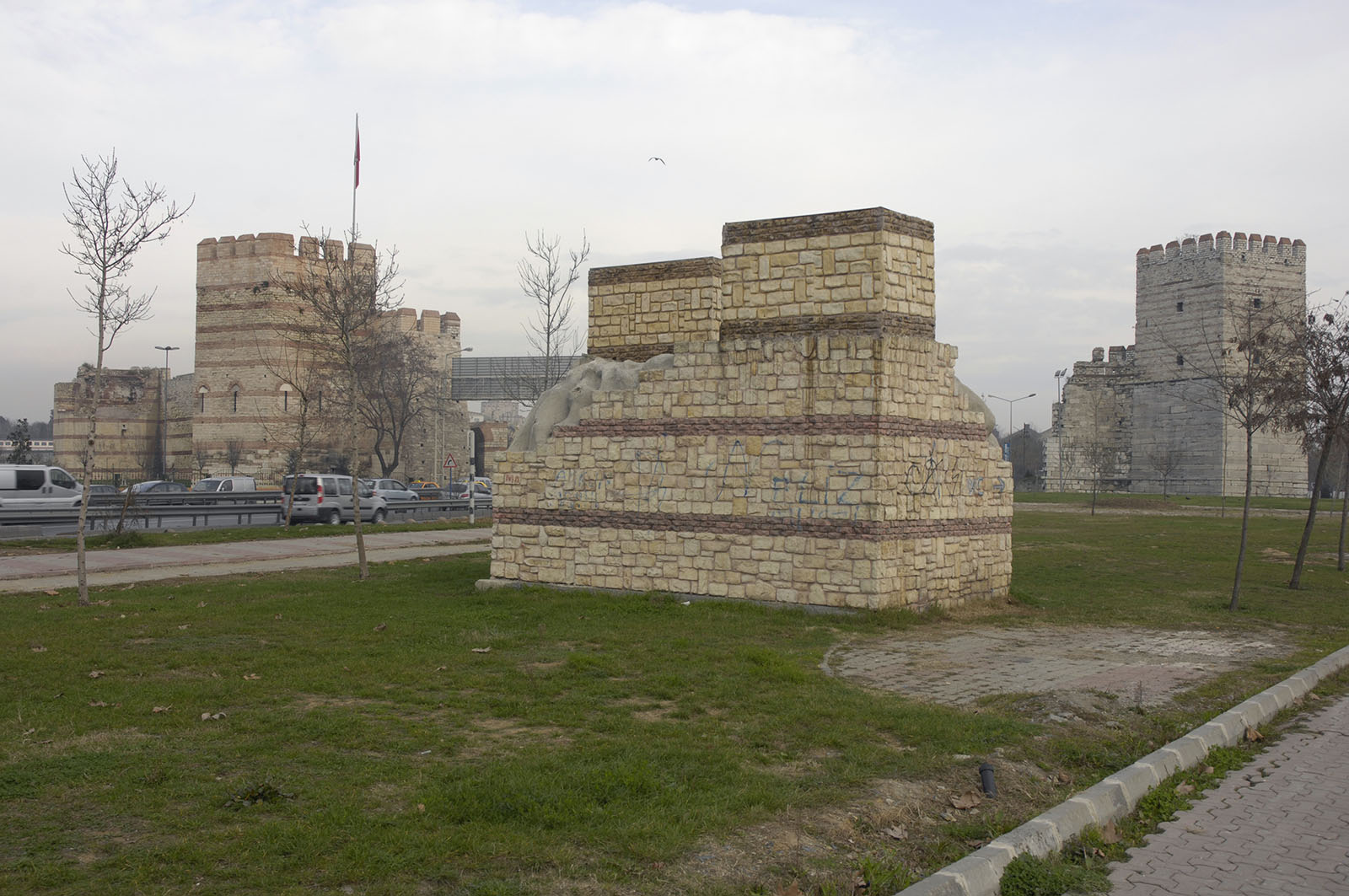
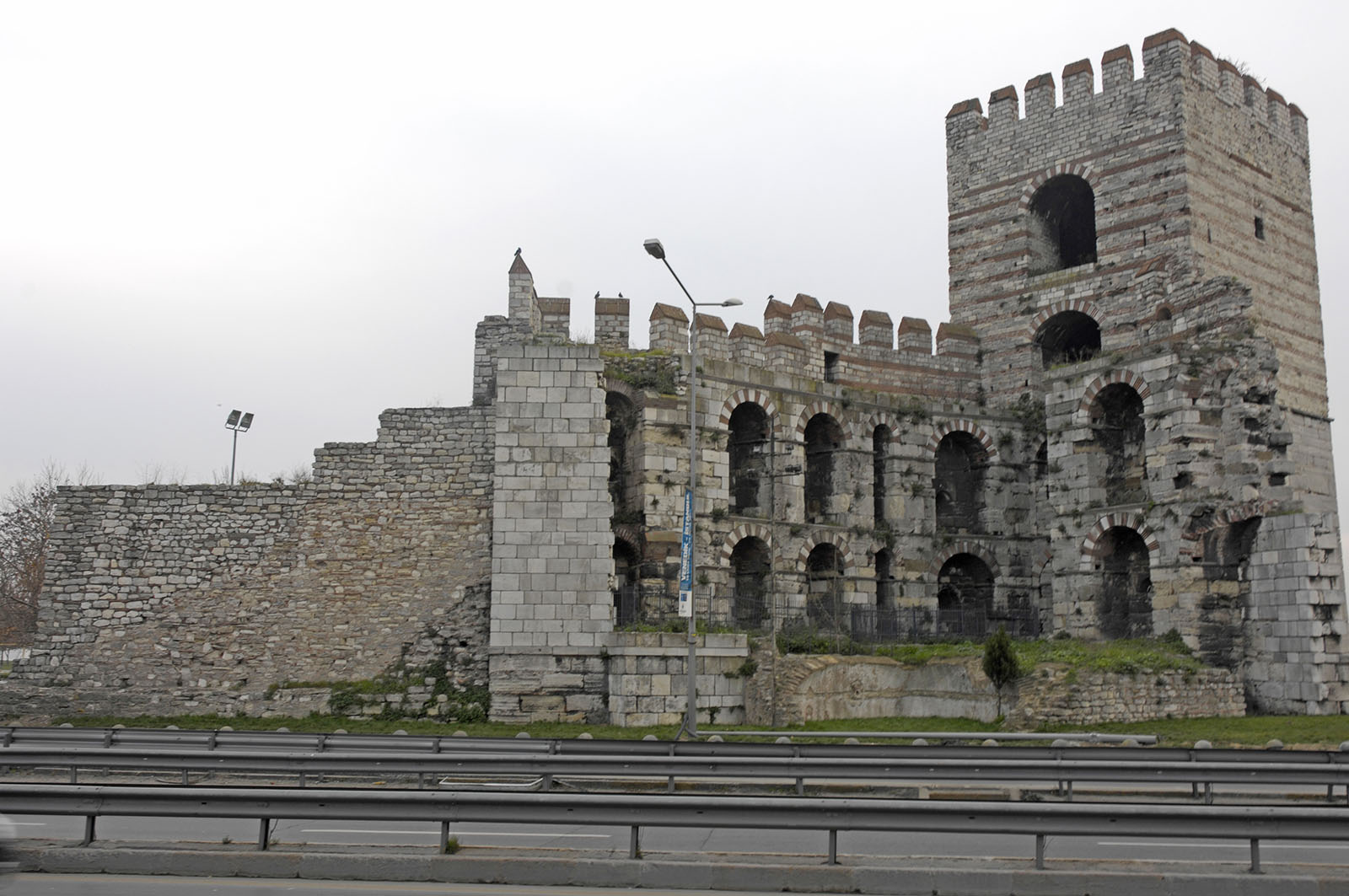
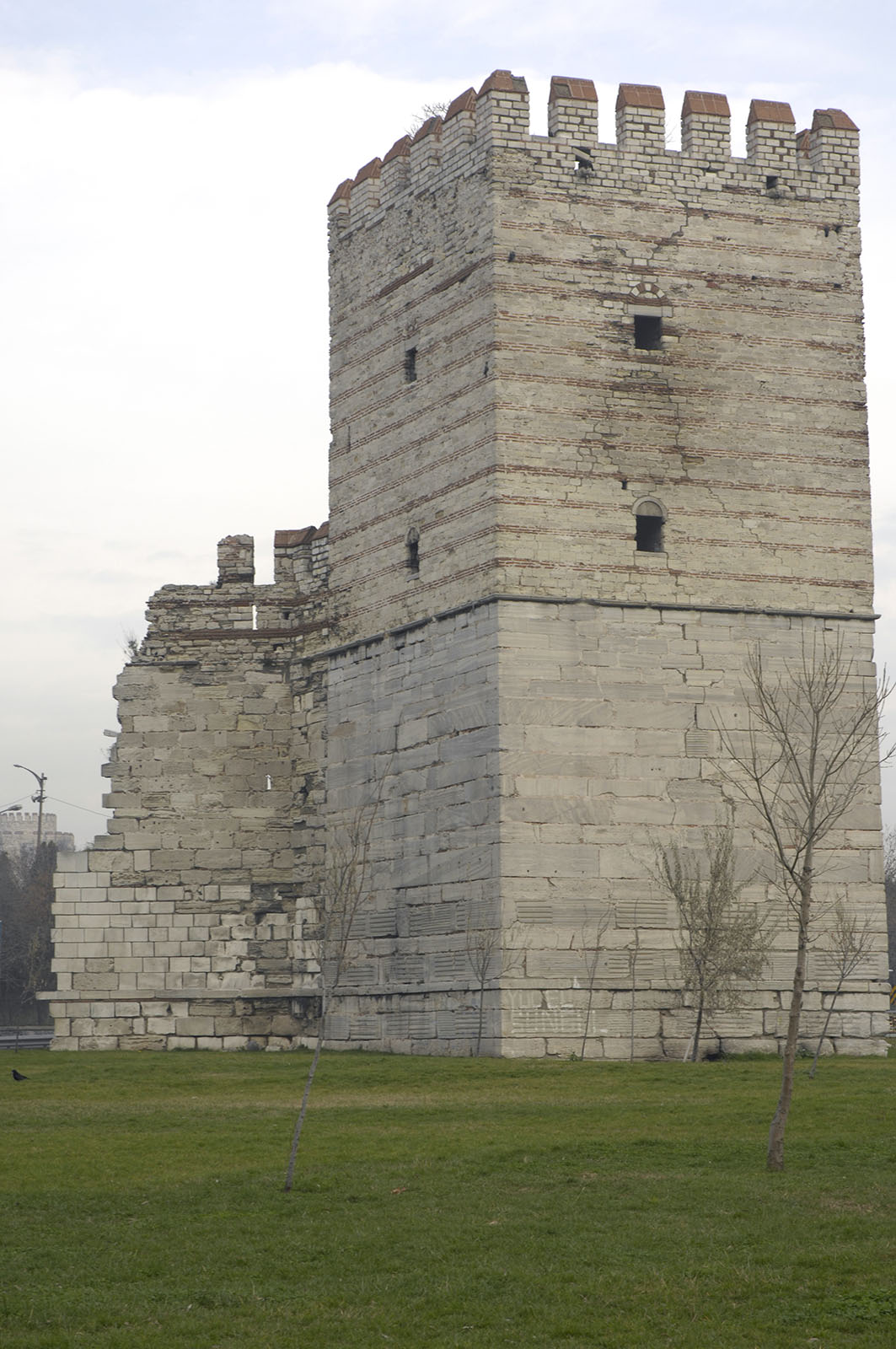

## مقالات ذات صلة
- قائمة الجدران.